# Kazimierzowo (obwód brzeski)
Kazimierzowo (biał. Казімірава, Kazimirawa) – wieś położona na Białorusi, w rejonie kamienieckim obwodu brzeskiego. Miejscowość wchodzi w skład sielsowietu Wierzchowice. 
Miejscowość wchodzi w skład parafii w Wierzchowicach.